# Smeknamn
Smeknamn är en form av binamn; ett positivt laddat ersättningsnamn för en person, ort, förening eller ett föremål, men kan även vara ett binamn/tillnamn (till exempel Leif "Honken" Holmqvist). Motsatsen till smeknamn är det negativt laddade öknamnet. Det språkvetenskapliga begreppet är hypokorism. Är ett smeknamn bildat av tilltalsnamnet, kallas det smekform.
Smeknamn är populära inom den svenska idrottsvärlden, där massmedia ofta ger idrottsprofilerna egenartade smeknamn, ofta som binamn/tillnamn – till skillnad från artistnamnen är de alltså inte tagna. I svensk idrott är det också vanligt att kända idrottare lyder under smeknamn som de bar som barn.
Inom överklassen där samma förnamn återkommer i generation efter generation blir smeknamn ett sätt att skilja enskilda personer åt.

## Smeknamn på personer
Det finns ett antal vanliga sätt att bilda smeknamn till personer:

### Smekformer av tilltalsnamn
Smeknamn som är bildade av personens tilltalsnamn, direkt eller indirekt. Många av dessa namn har med tiden även blivit formella tilltalsnamn. I svenskan finns en tydlig preferens för tvåstaviga former, vanligen med grav betoning, vilket innebär att produkterna i vissa fall blir längre än ursprungsnamnet (Bo→Bosse). 
Till de vanligaste metoderna för att skapa ett smeknamn med utgångspunkt i ett förnamn är att ta den första stavelsen, förlänga ett konsonantljud och hänga på ett -e. Till denna grupp hör Affe (för Alf/Alfred/Alfhild), Roffe (för Rolf), Uffe (för Ulf), Fredde (för Fredrik), Danne (för Dan/Daniel), Jocke (för Joakim), Micke (för Mikael), Lasse (för Lars), Vigge (för Viggo), Nisse (för Nils), Hasse (för Hans), Kalle (för Karl), eller Ville (för Vilhelm), Tjalle (för Charles), Ragge (för Ragnar) etc. Mindre vanligt men regelbundet förekommande är även att mitten eller slutet av namnet används – exempelvis Lisa (för Elisabet), Sanna (för Susanna), Stina (för Kristina) eller Lotta (för (Anne-)Charlotte (-a)). För flickor är det också vanligt med smeknamn som slutar på -i (Sussi för Susanne, Cissi för Cecilia, Kicki för Kristina) eller -an (Tessan för Therese, Nettan för Annette eller Jeanette, Maggan för Margareta).
I länder med engelska som huvudspråk är det mycket vanligt att namnen kortas eller att smeknamnen används. Dick = Richard, Bill=  William, Bob(by) = Robert etc.  Det är också vanligt att man kallar personer vid deras namns första stavelse (Peter→Pete),(Walt-Walter) "short for". Det speglar väl de fonologiska preferensmönster som också syns i språkens ordbildning i övrigt. I spanskan använder man regelbundet diminutivsuffix för smekformer, -ita för kvinnor och -ito för män. Detta ger smeknamn som är upp till två stavelser längre än det formella namnet, t.ex. Carmencita (lilla Carmen), Anita (lilla Anna), Juanito (lille Juan). Dolores kan få smeknamnet Lola, som i sin tur förlängs till Lolita (lilla Lola).

### Ovanliga smeknamn på kända personer
- "Knugen"[2] för Sveriges kung Carl XVI Gustaf med anspelningen på hans dyslexi.

## Några smeknamn på orter
- Glada Hudik – Hudiksvall [3], från början en turistslogan
- Gurkstaden – Västerås, baserat på gurkindustrin där
- Kvastastan – Kalmar [4]
- Lilla London – Göteborg, för att staden är engelskt inspirerad genom sjöfarten
- Lilla Paris – Vänersborg
- Lusasken – Kristinehamn[5]
- Mainhattan – Frankfurt am Main, då stadens skyskrapor ger staden ett amerikanskt utseende
- Nordens Venedig – Stockholm, för vattnet som staden är byggt kring
- Norrlands Riviera – Piteå[6], då det finns sandstrand och ofta soligt väder på sommaren
- Peking – Norrköping[7], eftersom namnet på Kinas huvudstad Peking kan tolkas som att betyda "norra huvudstaden" eller "norra staden".
- Pinan – Karlskrona [8]
- Polkagrisstaden – Gränna, som är hemort för mycket polkagristillverkning
- Potatisstaden – Alingsås
- Sméstan – Eskilstuna, som har en smed i sitt stadsvapen
- Sveriges Chicago – Gävle[9]
- Tjockhult – Stockholm[10]
- Vinterstaden – Östersund[11]
- Kexstaden och Skostaden - Örebro